# 相模屋政五郎
相模屋 政五郎（さがみや まさごろう、1807年〈文化4年〉 - 1886年〈明治19年〉1月13日）は、幕末から明治にかけての侠客、口入屋。通称は相政、明治になってからは、山中政次郎と名乗った。『日本鉄道請負業史』に新橋横浜間の請負人として記録された山中政次郎とは維新後の相政のことである。

## 経歴
1807年（文化4年）、口入屋、大和屋定右衛門の次男として、江戸に生まれる。その後、同業者相模屋幸右衛門の養子となり、文政年間には日本橋箔屋町で一家を構えた。
1846年（弘化3年）5月、山内豊熈に見出され、土佐藩江戸屋敷の火消頭になり、火消一切を任された。1855年（安政2年）3月の土佐藩邸火災で、火薬庫に引火するのを阻止し、大火を防いだ。この頃から慶応年間までが、政五郎の全盛期で江戸の口入屋の中でも図抜けた存在であり、子分1300人と称された。
1862年（文久2年）に行われた文久の改革の余波により大名屋敷の規模縮小が行われ、雇われていた中間、小者が大量に解雇された。政五郎はこの手合の者を、ほぼ同時期に発足した常備軍である幕府陸軍に歩兵として送り込んでいる。
1867年（慶応3年）9月、組合銃隊は廃止され、各旗本は、銃卒を差し出すことを免れる代りに公租の半分を幕府に供出することになり、その結果元組合銃隊の歩兵は直接幕府に雇用された一部除く約5000人が解雇されることとなった。それにより解雇された歩兵が徒党を組んで屯（たむろ）するようになり、吉原で暴れて、遊廓の若い者を殺したり、逆に返り討ちに遭うなど大きな社会問題になった。
その際、政五郎はこれを見かねて、子分を使い、「元公儀歩兵の方で江戸から旅に出られる方には草鞋銭を差上げる」と伝えさせ事態の沈静化に努めた（一人2分ずつ遣り、600両ほど掛っている）。又、返り討ちにあって死んだ歩兵を寺に葬っている。翌1868年（慶応4年）、鳥羽・伏見の戦い後の歩兵の脱走騒動時も、陸軍総裁・勝海舟の依頼を受けて、事態の沈静化に協力している。
1870年（明治3年）1月、山内容堂から長年の労を労われ、名字帯刀御免、10人扶持となり、山中（やまうち）の姓を賜った。1872年（明治5年）6月、容堂が死ぬと自らもこれに殉じて殉死しようとしたが、板垣退助に説得されて思い止まった。
1886年（明治19年）1月13日、新富町で、80歳で死去。

## 人物
- 1843年（天保14年）、酒席での諍いを収めるため、小指を詰めた。晩年子分が喧嘩をすると、「短気は損気という言葉がある。俺はこの小指が無いためにどれだけ不自由したかわからない。気をつけろよ」と言って聞かせていた。
- 新門辰五郎の身内が酔って市村座で大暴れし、小屋を滅茶苦茶にし、大騒動になった。この際政五郎が間に入り1日で騒ぎは収まった。
- 無声映画時代、政五郎が主役の映画が複数作られている。

## 相模屋政五郎が登場する作品
- 『侠客相模屋政五郎』[1]
- 『江戸絵両国八景 荒川の佐吉』[2]